# Bomba Orsini

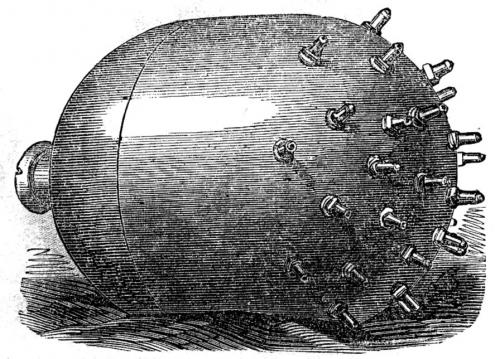
Dibujo de una bomba Orsini, 1858.

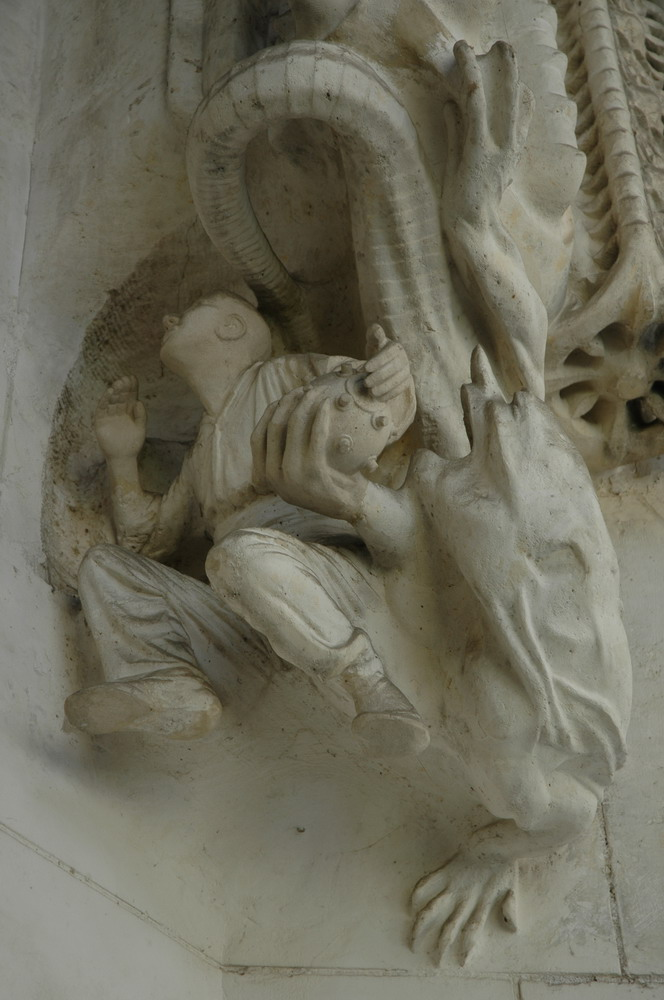
Escultura de Antonio Gaudí en la fachada de la Sagrada Familia, donde un demonio entrega una bomba Orsini a un obrero anarquista.

Una bomba Orsini es un artefacto explosivo esférico que en lugar de activarse mediante una espoleta o un mecanismo cronométrico, se activa por contacto mediante unos resaltes llenos de fulminato de mercurio que rodean la bomba, que explota al impacto.
La bomba fue inventada por el revolucionario italiano Felice Orsini a finales de 1857, cuando Orsini viajó a Inglaterra y le pidió al armero Joseph Taylor seis unidades de la bomba diseñada por él. La bomba fue probada en Putney, así como en canteras de Sheffield y Devonshire con el consentimiento del radical francés Simon Bernard, y posteriormente Orsini regresó a París con las mismas.

## Atentados con bomba Orsini
- El 14 de enero de 1858 el propio Felice Orsini lanzó tres bombas diseñadas por él contra la carroza imperial de Napoleón III, no consiguiendo alcanzarlo. El atentado produjo 8 muertos y 150 heridos entre la comitiva y el público.[3]

- El 7 de noviembre de 1893, como represalia por la ejecución del anarquista Paulino Pallás que había lanzado una bomba contra el general Arsenio Martínez Campos, el anarquista aragonés Santiago Salvador Franch lanzó dos bombas Orsini en la platea del Teatro del Liceo de Barcelona en el atentado popularmente conocido como la "bomba del Liceo". Aunque sólo una de las dos bombas detonó, fallecieron 22 personas y hubo 35 heridos.[4] La bomba que no explotó en el Liceo fue incautada por la policía. Podría ser la que se conserva en el Museo de Historia de Barcelona (MUHBA) y que en 2007 se expuso temporalmente en el Museo Van Gogh de Ámsterdam.[5]

- El 31 de mayo de 1906 el anarquista Mateo Morral lanzó una bomba contra la carroza real de Alfonso XIII y la Princesa Victoria Eugenia de Battenberg el día de su boda en la calle Mayor de Madrid, aproximadamente en el número 84, matando a 28 personas e hiriendo a más de 100.[6]

## La bomba Orsini en el arte
En la fachada exterior del Templo Expiatorio de la Sagrada Familia de Barcelona, Antoni Gaudí incluyó una escultura de un demonio entregando una bomba Orsini a la figura de un anarquista con la intención de llevar a cabo un atentado terrorista, en recuerdo de la lanzada en el Liceo en 1893. El nombre de la escultura es La tentación del hombre (1895).